# Liste von Persönlichkeiten der Stadt Bad Sachsa
Die Liste von Persönlichkeiten der Stadt Bad Sachsa enthält Personen, die in der Geschichte der niedersächsischen Stadt Bad Sachsa im Landkreis Göttingen eine nachhaltige Rolle gespielt haben. Es handelt sich dabei um Persönlichkeiten, die in der Stadt Bad Sachsa (bis 1905 Sachsa) und den heutigen Ortsteilen geboren oder gestorben sind oder hier gewirkt haben.
Für die Persönlichkeiten aus den in die Stadt Bad Sachsa eingemeindeten Ortschaften siehe auch die entsprechenden Ortsartikel.

## Ehrenbürger
In Bad Sachsa ist der jeweilige Stadtälteste Ehrenbürger der Stadt.
- Adolf Baer (1821–1910), königl. Forstmeister, nach ihm wurde der Forstmeister Baerplatz benannt
- August Heise, Sägewerksbesitzer zu Bad Sachsa
- August Frind, Hotelier, Erbauer des Hotel Schützenhaus (heute Göbel's Vital Hotel)
- Hermann Döbrich, Kaufmann zu Bad Sachsa[2]
- Friedrich Wilhelm Reinhardt (1844–1920), Kommerzienrat zu Leipzig, Ehrenbürger der Stadt Bad Sachsa[3]
- Louis Deibel (1856–1933), Holzindustrieller und Unternehmer, die Stadt verlieh ihm 1933 posthum die Ehrenbürgerwürde[4]

## Söhne und Töchter der Stadt
- Eduard von Michael (1805–1874), Forstmann
- Carl Degenhardt (1831–1899), Ökonom, Heilgehilfe, Mitbegründer des Kurwesen in Bad Sachsa[5]
- Klaus Bühler (1941–2021), Politiker (CDU)
- Hans-Ulrich Schulz (* 1945), Theologe und Generalsuperintendent
- Axel Hartmann (* 1948), Diplomat
- Mechthild Dyckmans (* 1950), Politikerin (FDP)
- Siegfried Rockendorf (1950–2000), Koch
- Johannes Schaedlich (* 1957), Jazz-Bassist und Komponist

## Persönlichkeiten, die mit der Stadt in Verbindung stehen
- Ludwig Richter (1803–1884), Maler und Zeichner, bekannt sind unter anderen seine Stahlstiche vom Sachsenstein
- Richard Breslau (1835–1897), Politiker und von 1871 bis 1889 Oberbürgermeister von Erfurt, außerdem war er von 1872 bis 1889 Mitglied des Preußischen Herrenhauses, starb hier
- Ernst Mackensen (1846–1892), Politiker, starb hier
- Georg Arnold Bacmeister (1850–1921), Geheimer Oberjustizrat und Landgerichtspräsident zu Neuwied, starb hier
- Fedor Encke (1851–1926), Porträt- und Genremaler, starb hier
- Heinrich Susemihl (1862–1942), Bildnismaler und Illustrator, starb hier
- Benno Kühn (1865–1949), Geologe, verbrachte seinen Lebensabend in Bad Sachsa
- Suse Schmidt-Eschke (1872–1941), Malerin, Lithographin, Zeichen- und Sprachlehrerin, weilte und malte oft in Bad Sachsa, 1921 u. a. das „Palmenhaus“ im heutigen Stadtpark
- Max von Bleichert (1875–1947), Großindustrieller des Seilbahn- und Transportanlagenbaus. Er starb in Bad Sachsa.
- Gustav Schaub (1875–1944), Kunstmaler und Erbauer des Märchengrund Bad Sachsa, starb hier
- Werner Issel (1884–1974), Architekt, lebte in Bad Sachsa
- Willi Müller (1896–1964), Politiker (SPD), war Bürgermeister, Gemeindedirektor, Ehrenbürger und Stadtdirektor von Bad Sachsa
- Hans Jaeckel (1898–1962), Architekt, nach seinen Plänen wurde in den 1960er Jahren die Jugendherberge und das Kurhaus in Bad Sachsa erbaut
- Norbert Schultze (1911–2002), Komponist und Dirigent, lebte von 1945 bis 1951 mit seiner zweiten Ehefrau Iwa Wanja und dem gemeinsamen Sohn Kristian Schultze in der heutigen Villa Vida
- Billy Mo (1923–2004), Jazz-Trompeter und Schlagersänger, besuchte regelmäßig seinen Freund in der Bismarckstraße und gab zahlreiche Konzerte im Kurhaus Bad Sachsa
- Klaus Holzkamp (1927–1995) besuchte das Pädagogium bis kurz vor seinem Abitur, später Begründer und wichtigster Vertreter der kritischen Psychologie
- Erich Storz (1927–2016), Sänger, Musikproduzent und -verleger, lebte und starb in Bad Sachsa
- Rolf Kalmuczak (1938–2007), Schriftsteller, Schüler des Pädagogiums
- Franz Ludwig Schenk Graf von Stauffenberg (* 1938), Rechtsanwalt und Politiker (CSU); war als Kind nach dem missglückten Attentat am 20. Juli 1944 seines Vaters auf Adolf Hitler in Bad Sachsa interniert
- Veruschka Gräfin von Lehndorff (* 1939), Schauspielerin, Fotomodell, Malerin und Fotografin; war als Kind nach dem missglückten Attentat am 20. Juli 1944 ihres Vaters auf Adolf Hitler in Bad Sachsa interniert
- Alexandra (1942–1969), Sängerin, verbrachte häufig Urlaubstage in Bad Sachsa und wurde durch den international bekannten „Baummaler Wilhelm Bobring“[6] zum Lied Mein Freund, der Baum inspiriert
- Costa Cordalis (1944–2019), griechisch-deutscher Schlagersänger, besuchte oft seine Verwandtschaft, die in der Marktstraße ein Restaurant hatten
- Hans-Heinrich Sander (1945–2017), Politiker (FDP), Umweltminister und Landtagsabgeordneter in Niedersachsen, war Schüler am Pädagogium
- Lutz Hoffmann (1959–1997), Turner, war am Pädagogium als Lehrer tätig